# Saint Tudwal’s Islands
Saint Tudwal’s Islands – archipelag dwóch wysp na Morzu Irlandzkim, położony na południe od wsi Abersoch na półwyspie Lleyn, w hrabstwie Gwynedd w Walii. Dwie główne wyspy archipelagu to Saint Tudwal’s Island West oraz Saint Tudwal’s Island East. Najwyższy punkt położony jest na Saint Tudwal’s Island East i ma wysokość 38 m n.p.m.
Saint Tudwal’s Island East jest uważana za miejsce zamieszkania Św. Turwala, mnicha z Bretanii, który w VI wieku przebywał w Walii. W XI wieku założono na niej klasztor Augustianów, którego istnienie jest udokumentowane w okresie od 1291 do 1509-1511.
Na Saint Tudwal’s Island West, która jest w posiadaniu brytyjskiego podróżnika Beara Gryllsa, w 1877 roku została zbudowana latarnia morska St Tudwal’s.
Na wyspach ma siedlisko duża kolonia fok.